# ريتشي ويلكوكس
ريتشي ويلكوكس هو مغني كندي، ولد في 1980 في New Waterford, Nova Scotia ‏ في كندا.